# Bioakkumulation

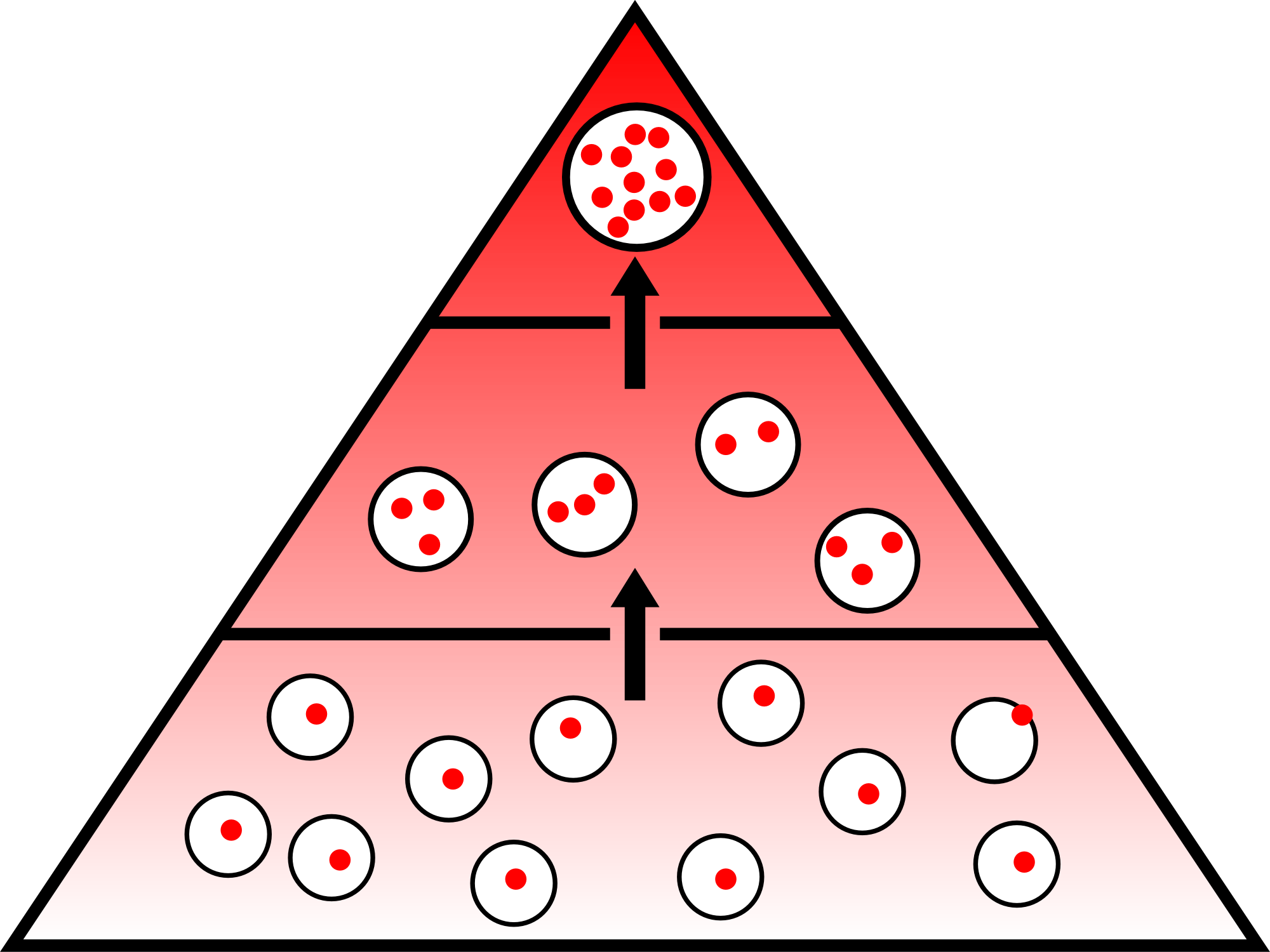
Schema der Anreicherung von Schadstoffen in einer Nahrungskette

Bioakkumulation ist die Anreicherung einer Substanz in einem Organismus durch Aufnahme aus dem umgebenden Medium oder über die Nahrung (siehe Nahrungskette). Der Begriff Bioakkumulation wird sowohl für den Vorgang des Akkumulierens verwendet als auch für die Kennzeichnung des erreichten Momentan- oder Gleichgewichtszustandes.

## Bioakkumulation als physiologischer Vorgang
Die Bioakkumulation kann sich auf eine chemische Verbindung beziehen (etwa DDT), auf ein chemisches Element (etwa Blei) oder auf besonders kleine Teilchen (sog. Nanopartikel). Bioakkumulationen treten vorwiegend bei Substanzen auf, die eine lange biologische Halbwertszeit besitzen, die also weder rasch biochemisch ab- oder umgebaut noch rasch ausgeschieden werden. Geht die Konzentration im Außenmedium (Wasser, Boden, Nahrung) wieder zurück, vermindert sich die Bioakkumulationshöhe im Organismus vielfach allmählich wieder, wobei die Verminderung aber zeitverzögert und häufig auch nur unvollständig ist.
Das Phänomen der Bioakkumulation ist nicht auf Schadstoffe begrenzt, sondern kommt auch bei essentiellen biochemischen Verbindungen (etwa Vitaminen) und chemischen Elementen (etwa Mineralstoffen) vor. Ein Beispiel hierfür ist die Bioakkumulation von Vitamin A in der Leber von Raubtieren, etwa Eisbären, die sich selber von anderen Raubtieren (Robben) ernähren.

## Bioakkumulationsfaktor
Die relative Höhe der Stoffkonzentration in einem Organismus gegenüber etwa dem umgebenden Boden, dem umgebenden Wasser oder der aufgenommenen Nahrung wird als Bioakkumulationsfaktor bezeichnet. Dieser stellt eine Größe der Dimension Zahl dar, die das Verhältnis der Konzentrationen in den zwei Vergleichs-Kompartimenten wiedergibt.
Konkret ist der Bioakkumulationsfaktor das Verhältnis zwischen der Konzentration im Körper und einem Bezugsmedium, etwa dem umgebenden Boden, dem umgebenden Wasser oder der aufgenommenen Nahrung. Wird ein konkreter Bioakkumulationsfaktor angegeben, so muss auch stets die physikalische Bezugsgröße in den beiden verglichenen Kompartimenten mit angegeben werden, denn die Konzentrationen sollten sich für die beiden verglichenen Kompartimente möglichst auf die gleiche Messgröße beziehen, etwa auf Frischmasse, Trockenmasse oder auf Volumina. Ein volumenbezogener Bioakkumulationsfaktor von 1000 gegenüber Wasser heißt dann etwa, dass die Konzentration im Organismus tausendmal größer ist als im umgebenden Wasser, wenn beide Vergleichswerte auf die jeweiligen Volumina bezogen sind. Bioakkumulationsfaktoren können auch für einzelne Organe im Vergleich zu einem Referenzkompartiment angegeben werden. So weisen fettreiche Organe (etwa Leber) häufig höhere Konzentrationen und damit höhere Bioakkumulationswerte an lipophilen Umweltschadstoffen auf als fettarme Organe (etwa Muskeln). Schwermetalle reichern sich oft an bestimmten Bindungsstellen im Körper an, etwa Blei (als Pb2+) durch Verdrängung von Calcium (als Ca2+) im Knochen.

## Biomagnifikation und Biokonzentration
Vielfach wird die Bioakkumulation konzeptionell unterteilt in die Biokonzentration, die die reine Aufnahme aus der Umgebung über Körperoberflächen darstellt (Aufnahme über die Kiemen ist für viele Wasserorganismen wichtig) und in die Biomagnifikation, die die Aufnahme über die Nahrung darstellt. Die unterschiedliche Bedeutung dieser beiden Eintrittspfade ist in der Praxis manchmal schwer festzustellen, da die Aufnahmewege häufig parallel verlaufen (etwa bei Wasserorganismen) und die jeweilige Höhe der Bioakkumulation im Organismus im Gleichgewicht mit dem Abbau oder der Ausscheidung der Substanz aus dem Körper steht.

## PBT-Eigenschaften
PBT (persistente, bioakkumulierende und toxische Fremdstoffe) werden als organische, persistente, bioakkumulierende Substanzen mit toxischen Eigenschaften definiert, die nachteilige Effekte auf den Menschen und die Umwelt ausprägen. PBT-Angaben sind in Sicherheitsdatenblättern enthalten.

## Sequestrierung
Eine besondere Form der Bioakkumulation stellt die Sequestrierung von Toxinen durch Tiere dar.